# Acalymma quadrivittatum
Acalymma quadrivittatum es un coleóptero de la familia Chrysomelidae.
Fue descrita en 1813 por Latreille.